# Den Hartogh Ford Museum
Het Den Hartogh Ford Museum was een museum te Hillegom in de provincie Zuid-Holland. De auto's van het merk Ford uit de periode 1903 tot 1948 werden sinds 1955 verzameld door K.P. den Hartogh, eigenaar van een internationaal transportbedrijf dat tot 1940 uitsluitend met auto's van het merk Ford reed. Het was de grootste collectie Ford automobielen ter wereld.
Het museum opende in 1997 en sloot op 1 december 2016 de deuren, wegens gebrek aan opvolging. In een artikel in dagblad Trouw vertelde de manager van het museum dat "de herinnering aan de T-Ford vervaagt" en dat "de schoorsteen niet zonder grondige, prijzige modernisering kan blijven roken" in het ongesubsidieerde privémuseum. De veiling van meer dan 217 auto's op 23 juni 2018 bracht meer dan 6,2 miljoen op. De duurst verkochte auto was een Ford Model B uit 1905, die verkocht werd voor 419.750 euro.

## Collectie
De collectie bestond in 2013 uit 214 automobielen en meer dan 50 motoren. De meeste modellen waren van het merk Ford, maar er waren ook enkele modellen van het merk Lincoln aanwezig, dat later door Ford overgenomen is. Enkele opmerkelijke Ford exemplaren waren:
- een Ford Model B uit 1905
- een Amerikaanse geldtransportauto uit 1929
- een Amerikaanse politie-, en brandweerwagen uit 1929
- een vrachtauto van Al Capone uit 1930
- een popcornwagen uit 1928
- een ijscowagen
- en een Royal Canadian Mounted Police sneeuwvoertuig met ski's en rupsbanden.

## Afbeeldingen

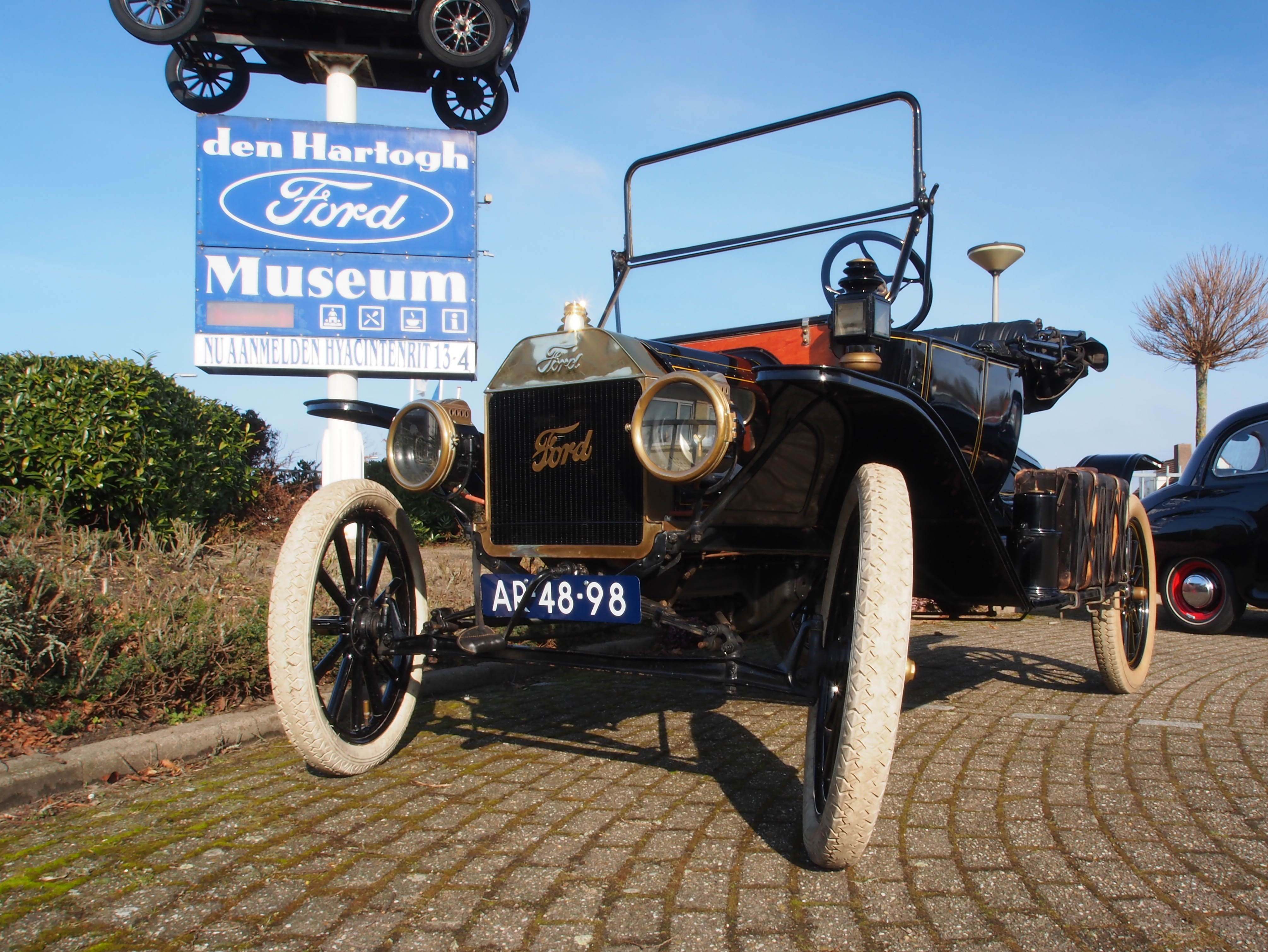
Ingang museum
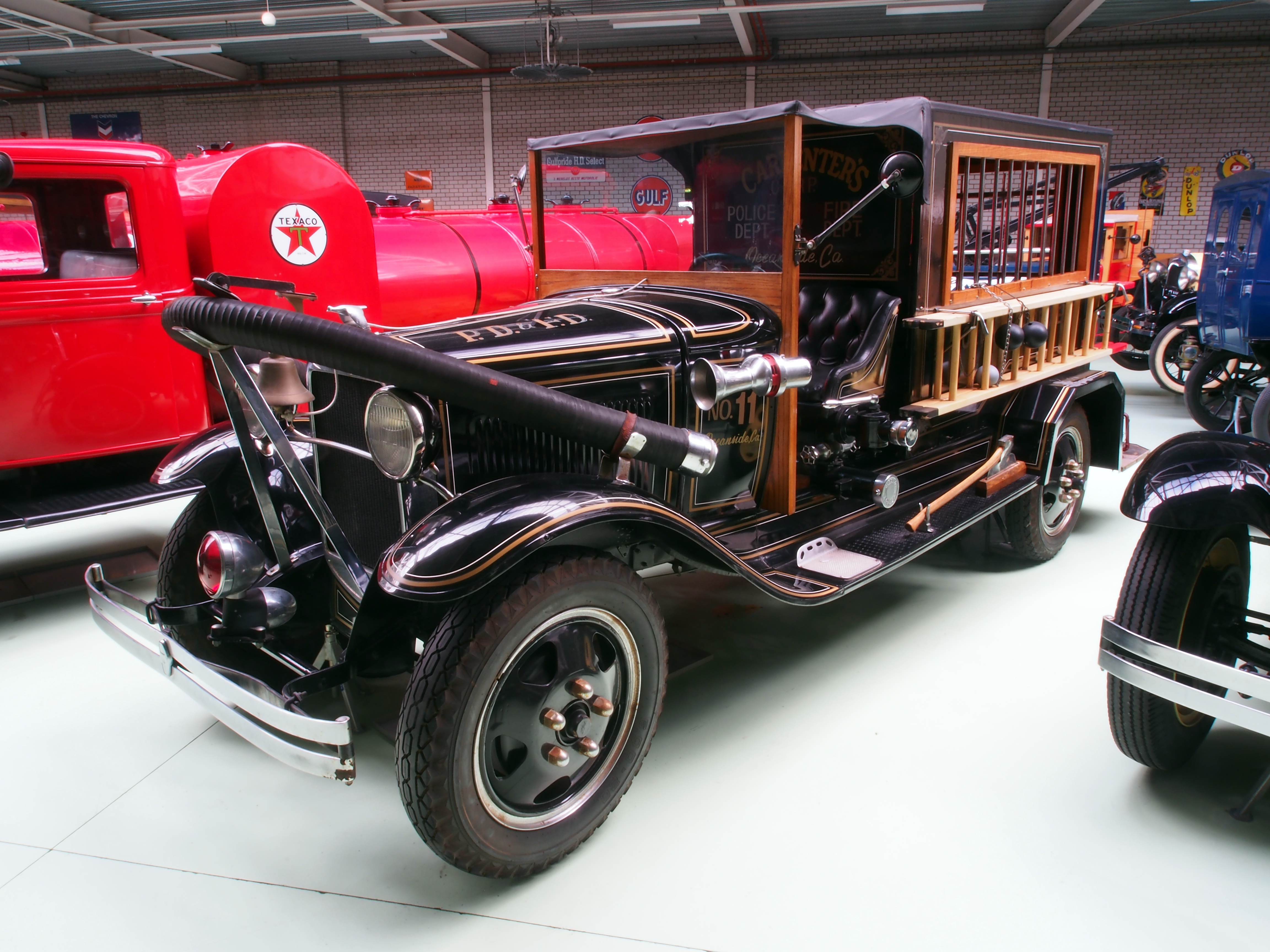
1929 Ford 188 A
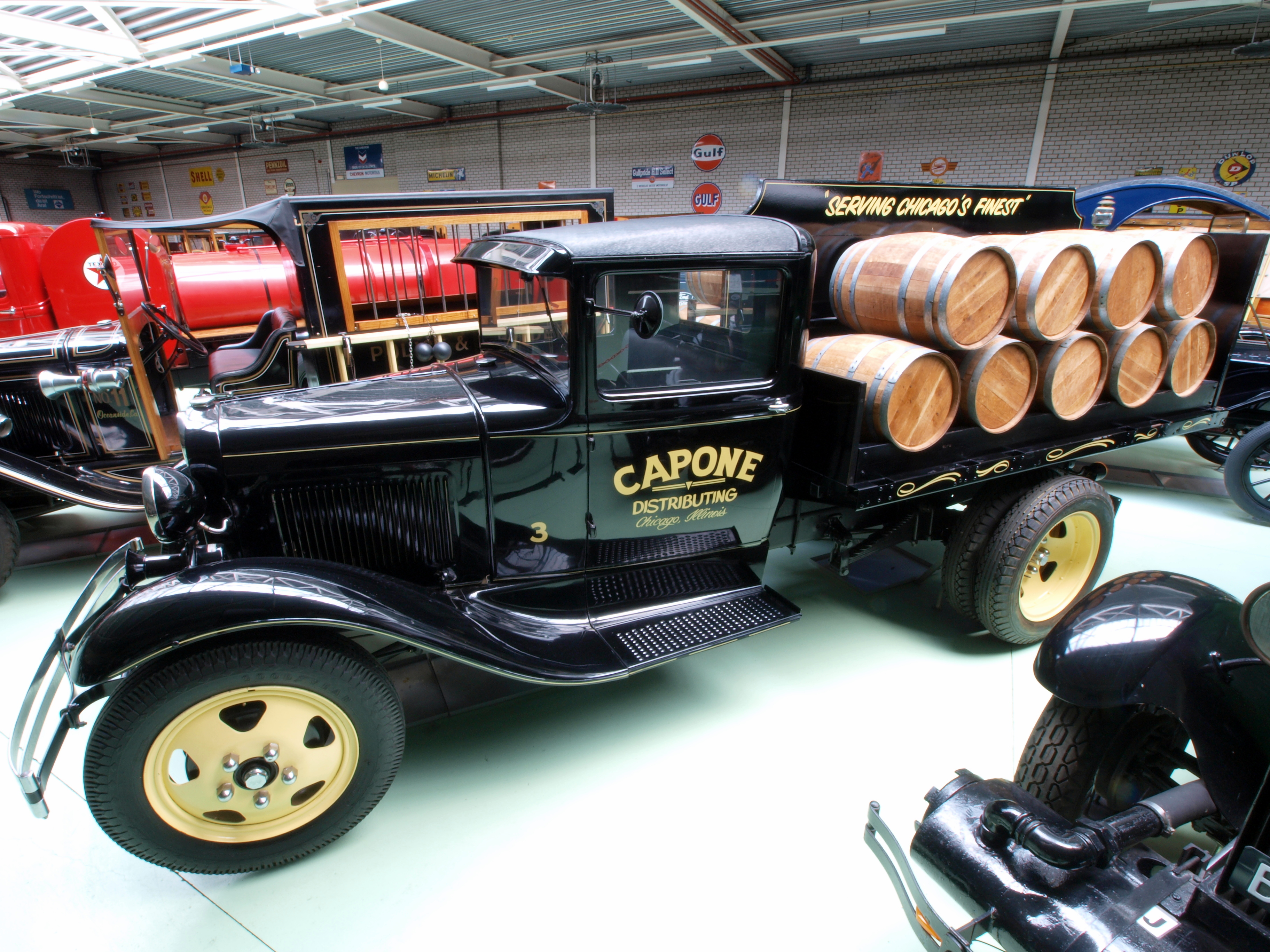
Vrachtwagen van Al Capone
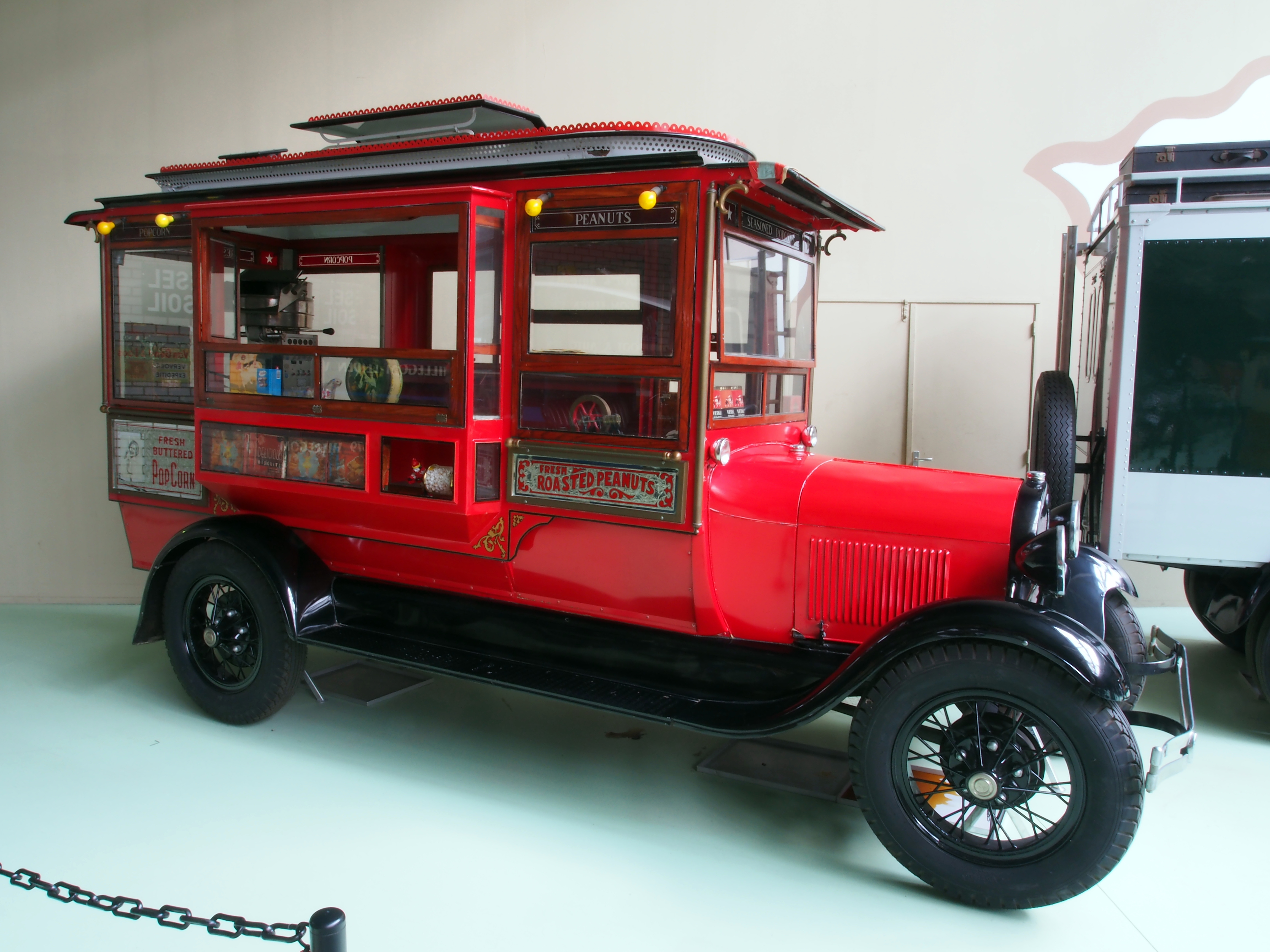
Popcornwagen
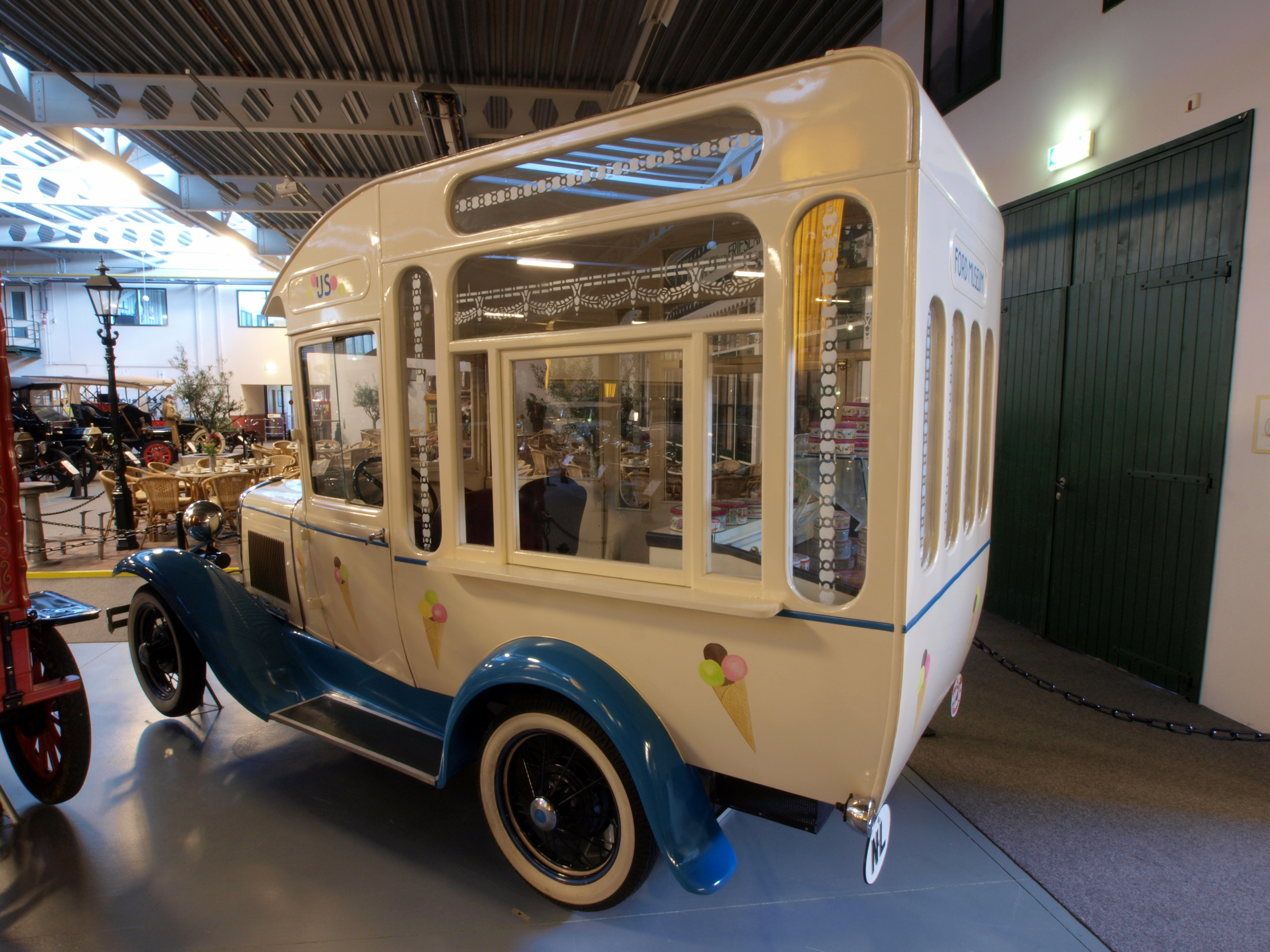
IJscotruck
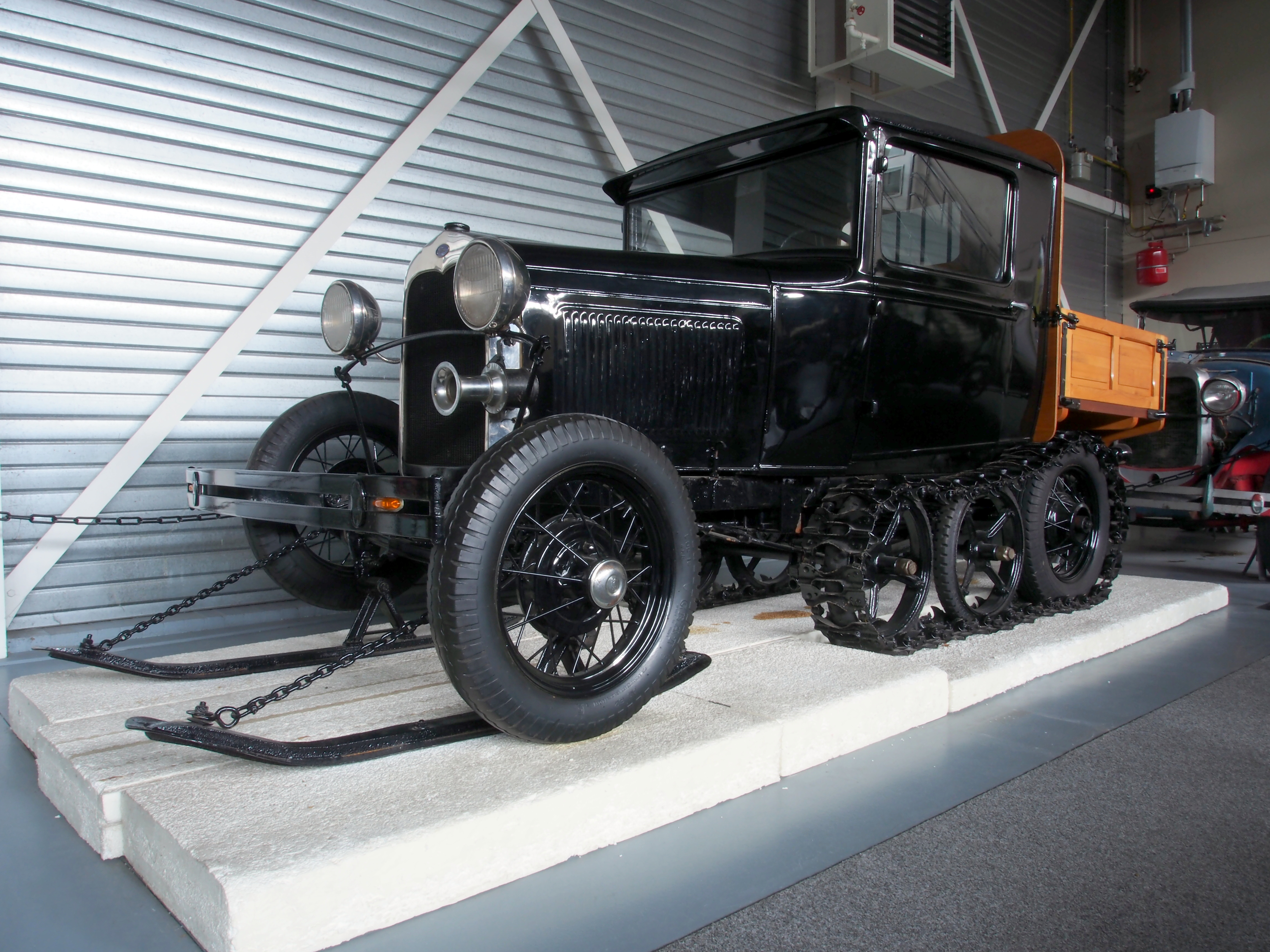
Sneeuwvoertuig met ski's en rupsbanden